# Westheim (Illesheim)

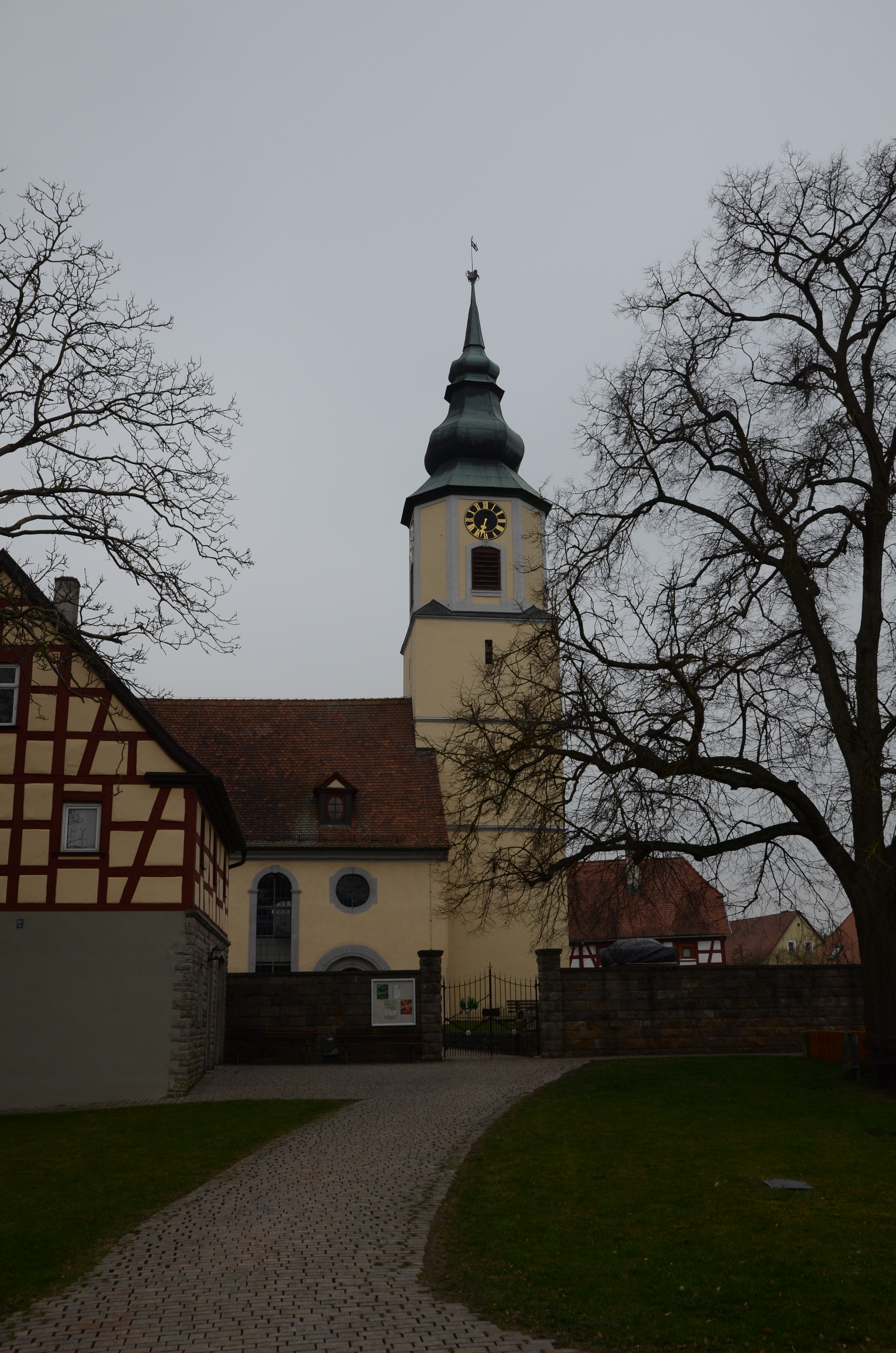
Die evangelisch-lutherische Pfarrkirche Sankt Gumbertus

Westheim (fränkisch: Wehschda) ist ein Gemeindeteil der Gemeinde Illesheim im Landkreis Neustadt an der Aisch-Bad Windsheim (Mittelfranken, Bayern). Die Gemarkung Westheim hat eine Fläche von 12,661 km². Sie ist in 1019 Flurstücke aufgeteilt, die eine durchschnittliche Fläche von 12424,95 m² haben. In ihr liegt neben dem namensgebenden Ort der Gemeindeteil Sontheim.

## Geografische Lage
Das Pfarrdorf liegt in der Windsheimer Bucht in einer fast baumfreien Ackerbaulandschaft mit Wiesen. Westlich des Ortes liegen die Steigäcker, südöstlich die Klinge. Durch den Ort fließt der Kehrbach, der mit dem Talgraben (links) zum Scheckenbach zusammenfließt, einem rechten Zufluss der Aisch. 1 km südöstlich bei der Rauhen Bühl (382 m ü. NHN) befindet sich neben einer Deponie eine Motocrossanlage.
Die Kreisstraße NEA 39 führt nach Urfersheim (1,7 km nordwestlich) bzw. nach Sontheim (1,3 km nordöstlich). Die Kreisstraße NEA 43 führt die Bundesstraße 13 kreuzend nach Marktbergel (3,7 km südwestlich).

## Geschichte
Der Ort wurde wahrscheinlich wie die umliegenden -heim-Orte um 650 gegründet. 1200 wurde ein „Walconus de Westheim“ urkundlich erwähnt. Dies ist zugleich die erste schriftliche Erwähnung des Ortes. Der Ortsname ist eine Lagebezeichnung und bezieht sich auf Sontheim.
Das Kloster Heilsbronn kaufte 1252 von Konrad von Külsheim einen Hof in Westheim. In der Folgezeit erwarb das Kloster zehn weitere Höfe. Zu dieser Zeit war auch die Reichsstadt Rothenburg im Ort begütert. Am 30. Mai 1525 wurde Westheim im Bauernkrieg von den Soldaten des Markgrafen Kasimir heimgesucht und angezündet. Auch während des Dreißigjährigen Krieges litt der Ort stark.
Gegen Ende des 18. Jahrhunderts gab es in Westheim 51 Anwesen. Das Hochgericht übte das brandenburg-bayreuthische Vogtamt Altheim aus. Es hatte ggf. an das Schultheißenamt Markt Bergel auszuliefern. Die Dorf- und Gemeindeherrschaft hatte das Kastenamt Ipsheim. Grundherren waren das Fürstentum Bayreuth (50 Anwesen; Kastenamt Ipsheim: Schulhaus, 5 Höfe, 29 Güter, 3 Häuser, Schmiede, 2 Hirtenhäuser; Kastenamt Windsheim: 2 Höfe, 1 Zweidrittelhof, 6 Güter) und die Reichsstadt Windsheim (Pfarrhof).
Im Jahr 1810 kam Westheim an das Königreich Bayern. Im Rahmen des Gemeindeedikts wurde 1811 der Steuerdistrikt Westheim gebildet, zu dem Penleinsmühle, Sontheim und Urfersheim gehörten. Im Jahr 1817 entstand die Ruralgemeinde Westheim, die deckungsgleich mit dem Steuerdistrikt war. Mit dem Zweiten Gemeindeedikt (1818) wurden zwei Ruralgemeinden gebildet:
- Urfersheim;
- Westheim mit Penleinsmühle und Sontheim.[12][13]

Die Ruralgemeinde Westheim war in Verwaltung und Gerichtsbarkeit dem Landgericht Windsheim zugeordnet und in der Finanzverwaltung dem Rentamt Ipsheim. Die freiwillige Gerichtsbarkeit über vier Anwesen in Sontheim hatten jedoch bis 1848 die Patrimonialgerichte Obernzenn-Aberdar und -Gutend inne. Ab 1862 gehörte Westheim zum Bezirksamt Uffenheim (1939 in Landkreis Uffenheim umbenannt) und ab 1856 zum Rentamt Windsheim (1919 in Finanzamt Windsheim umbenannt, seit 1972 Finanzamt Uffenheim). Die Gerichtsbarkeit blieb beim Landgericht Windsheim (1879 in Amtsgericht Windsheim umbenannt), seit 1973 ist das Amtsgericht Neustadt an der Aisch zuständig. Im Jahre 1939 musste die Gemeinde 19,104 ha Wald an das Luftgaukommando XII/XIII Nürnberg verkaufen, 1941 20 ha für die Munasiedlung, 1943 nochmals 1,42 ha zur Errichtung eines Barackenlagers. Die Gemeinde hatte 1964 eine Gebietsfläche von 12,710 km².
Am 1. Juli 1975 wurde Westheim im Zuge der Gebietsreform in Bayern nach Illesheim eingegliedert.

### Baudenkmäler
In Westheim gibt es zehn Baudenkmäler, darunter
- Haus Nr. 23: Pfarrhaus
- Haus Nr. 25: Fachwerkwohnstallhaus mit Altsitz
- Haus Nr. 41: evangelisch-lutherische Pfarrkirche St. Gumbertus
- Haus Nr. 69: ehemaliges Gasthaus mit Fachwerkscheune
- Haus Nr. 71: Wohnstallhaus
- Haus Nr. 72: Wohnstallhaus

### Einwohnerentwicklung
Gemeinde Westheim
| Jahr      | 1818   | 1840   | 1852   | 1855   | 1861   | 1867   | 1871   | 1875   | 1880   | 1885   | 1890   | 1895   | 1900   | 1905   | 1910   | 1919   | 1925   | 1933   | 1939   | 1946   | 1950   | 1952   | 1961   | 1970   |
| Einwohner | 454    | 478    | 474    | 464    | 454    | 459    | 448    | 456    | 474    | 458    | 446    | 416    | 414    | 383    | 417    | 382    | 372    | 374    | 396    | 521    | 466    | 446    | 349    | 351    |
| Häuser    | 74     | 81     |        |        |        |        | 79     |        |        | 88     | 90     |        | 87     |        |        |        | 78     |        |        |        | 81     |        | 78     |        |
| Quelle    | [ 20 ] | [ 21 ] | [ 22 ] | [ 22 ] | [ 23 ] | [ 24 ] | [ 25 ] | [ 26 ] | [ 27 ] | [ 28 ] | [ 29 ] | [ 22 ] | [ 30 ] | [ 22 ] | [ 31 ] | [ 22 ] | [ 32 ] | [ 22 ] | [ 22 ] | [ 22 ] | [ 33 ] | [ 22 ] | [ 15 ] | [ 34 ] |

Ort Westheim
| Jahr      | 001818 | 001840 | 001861 | 001871 | 001885 | 001900 | 001925 | 001950 | 001961 | 001970 | 001987 |
| Einwohner | 345    | 359    | 314    | 330    | 349    | 311    | 291    | 366    | 277    | 266    | 251    |
| Häuser    | 56     | 62     |        |        | 66     | 67     | 62     | 62     | 62     |        | 65     |
| Quelle    | [ 20 ] | [ 21 ] | [ 23 ] | [ 25 ] | [ 28 ] | [ 30 ] | [ 32 ] | [ 33 ] | [ 15 ] | [ 34 ] | [ 1 ]  |

## Religion
Der Ort ist Sitz der Pfarrei St. Gumbertus und ist seit der Reformation evangelisch-lutherisch geprägt. Die Katholiken sind nach St. Bonifaz (Bad Windsheim) gepfarrt.

## Persönlichkeiten
- Petrus Wegel († 1479), 23. Abt des Klosters Heilsbronn
- Michael Fürst († 1564 in Sontheim), Pfarrer während der Einführung der Reformation